# カヤン民族軍
カヤン民族軍（カヤンみんぞくぐん、ビルマ語: ကယန်းအမျိုးသားတပ်မတော် 、英語: Kayan National Army、略称：KNA）はカヤン族の武装勢力である。

## 起源
KNAは2021年ミャンマークーデター後に結成された小規模なカヤンの抵抗勢力を統一するため結成された。
一部のカレンニー族はKNA結成を批判しており、その理由として、他のカレンニー抵抗勢力が既に活動していることが挙げられる。これに対し、KNA指導部は他の抵抗勢力と協力する意向を示した。また、カレンニー民族進歩党（Karenni National Progressive Party: KNPP）の幹部であるアウンサンミンは、KNAの結成がレジスタンス活動に支障をきたすことはないと保証している。

## 他の武装勢力との関係
KNAは国民統一政府（NUG）の権威を認めているものの、NUG国防省には属していない。しかし、KNAはカレンニー地域の国民防衛隊（PDF）に対し、自らの組織への加入を強制しない方針を明らかにしている。